# Sequía en Europa de 2022
En el verano de 2022, gran parte de Europa experimentó condiciones de sequía exacerbadas por sucesivas olas de calor. Según los datos recogidos por el Centro Común de Investigación de la Comisión Europea, esta sería la peor sequía en el continente en cinco siglos. Un informe del Observatorio Mundial de la Sequía señaló que el 47% del continente se encontraba en situación de «peligro», pues el suelo se había secado, mientras que otro 17% estaba en alerta, lo que significa que la vegetación «mostraba signos de estrés».

## Situación por país

### Alemania
El nivel del agua del río Rin bajó tanto que el transporte marítimo se vio afectado. Debido a esto, el costo del transporte de mercancías se multiplicó, pues los barcos solo pudieron cargar entre el 25 y el 35% de su carga habitual.

### España y Portugal
La prolongada ausencia de lluvias y las altas temperaturas por las sucesivas olas de calor hicieron que los embalses y pantanos de la península se vaciasen hasta quedar al 39,2% de su capacidad, el nivel más bajo desde 1995. Esto obligó a autoridades españolas y portuguesas a imponer restricciones puntuales al consumo de agua. La situación de sequía en ambos países continuó durante el invierno y la primavera de 2023, convirtiéndose en uno de los periodos de ausencia de lluvias más duraderos y extremos jamás registrados.

### Francia

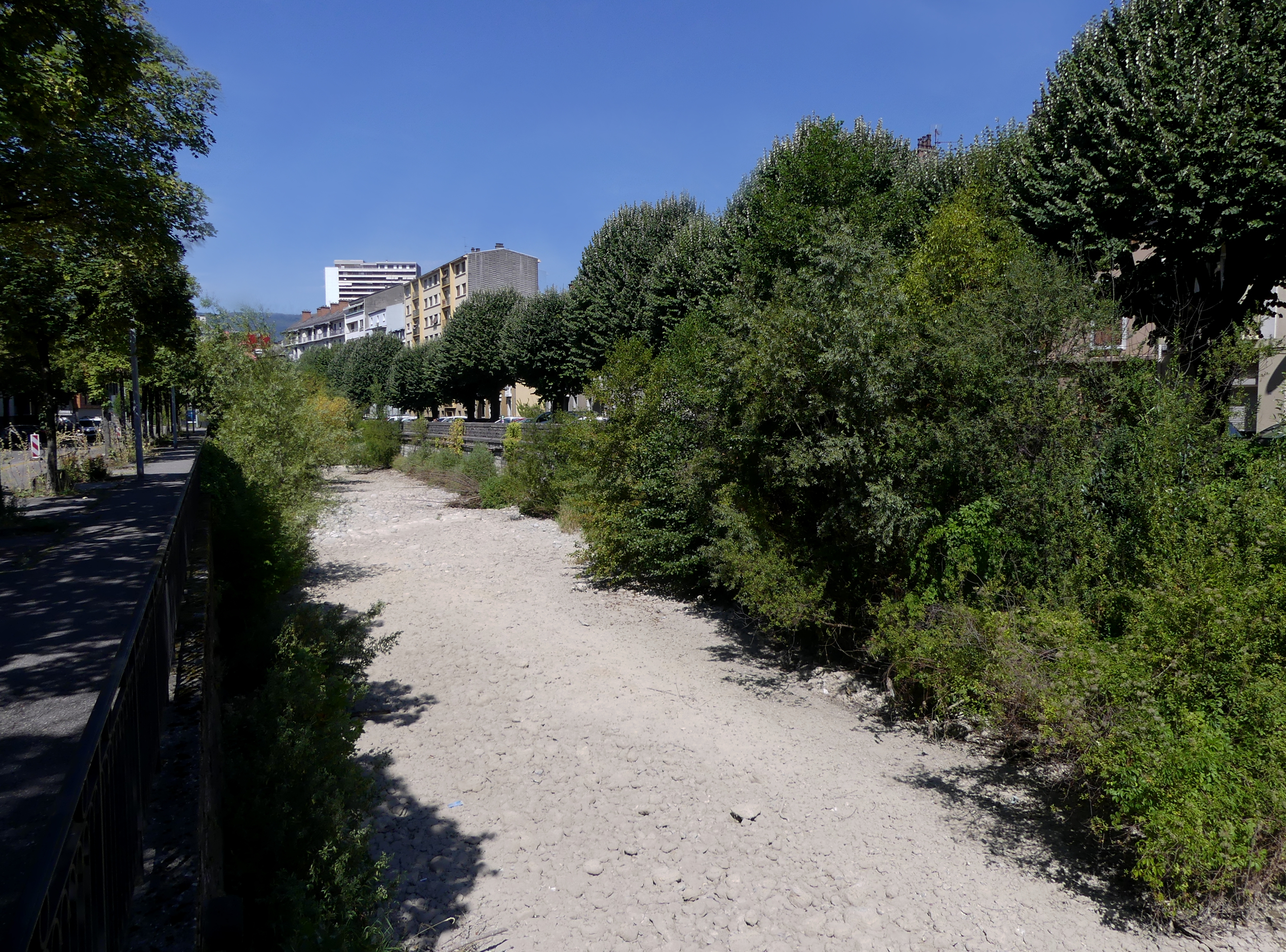
El cauce del río Leysse seco a la entrada de Chambéry el 28 de julio de 2022.

A comienzos de agosto dos tercios del país estaban en alerta por sequía, el caudal de varios ríos se había reducido a un arroyo en algunos tramos, entre ellos el del Loira. Según el servicio meteorológico nacional Météo-France, julio fue el mes más seco de Francia en más de 60 años.

### Italia
El 4 de julio el gobierno italiano declaró el estado de emergencia en las regiones de Emilia-Romaña, Friul-Venecia Julia, Lombardía, Piamonte y Véneto debido a las bajas precipitaciones y las altas temperaturas. El primer ministro Mario Draghi dijo en una conferencia el 30 de julio que «no hay duda de que el cambio climático está teniendo efecto».

### Reino Unido
Según el servicio meteorológico nacional julio de 2022 fue el julio más seco en Inglaterra desde 1935. Según Sky News, en 13 de los 91 condados fue el julio más seco desde que comenzaron los registros en 1836. Como resultado, se han introducido restricciones al consumo de agua en algunas partes del sureste de Inglaterra.

### Serbia
Los bajos niveles de agua en el río Danubio expusieron los restos de decenas de buques de guerra alemanes, hundidos a finales de 1944 para bloquear el paso a los soviéticos, muchos de ellos aún contienen toneladas de municiones y explosivos, por lo que suponen un peligro para la navegación.